# George Stigler
George Joseph Stigler (Seattle, 17 januari 1911 – Chicago, 1 december 1991) was een Amerikaans econoom. In 1982 won hij de Prijs van de Zweedse Rijksbank voor economie. Hij was een sleutelfiguur aan de Chicago school of economics, samen met zijn vriend Milton Friedman.

## Biografie
Stigler studeerde aan de Universiteit van Washington en de Northwestern-universiteit. In 1938 haalde hij zijn Ph.D. aan de Universiteit van Chicago. Stigler bracht het grootste gedeelte van de Tweede Wereldoorlog door aan de Columbia-universiteit, waar hij wiskundige berekeningen en statistisch onderzoek deed voor het Manhattanproject. Na afloop van de Tweede Wereldoorlog trok hij naar de Brown-universiteit, om vervolgens aan de Columbia-universiteit te dienen van 1947 tot 1958.
Terwijl hij in Chicago werkte, werd Stigler sterk beïnvloed door zijn supervisor Frank Knight. Ook Jacob Viner en Henry Simons hadden grote invloed op hem.
Stigler is vooral bekend voor het ontwikkelen van de Economische Theorie van Regulatie. Deze houdt in dat geïnteresseerde partijen en andere politieke deelnemers de macht van de overheid gebruiken om wetten en regels zo op te stellen dat ze er zelf voordeel bij hebben. Deze theorie is een belangrijk onderdeel bij het publieke keuze-veld van de economie.
In 1962 ontwikkelde hij in zijn artikel "Information in the Labor Market" de theorie van “gezochte werkloosheid”.
Stigler was een van de oprichters van de Mont Pelerin Society, en diende van 1976 tot 1978 als voorzitter van deze organisatie.